# 巴克利鎮足球會
巴克利鎮足球會（英語：Brackley Town Football Club）是一支位於英格蘭布拉克利的職業足球會，目前於英格蘭足球全國聯賽北角逐。在2013-14賽季他們殺入足總杯第二輪是他們歷史上的第一次。

## 外部連結
- 官方网站